# أنطونيو جيوفاني دا بورجيو
أنطونيو جيوفاني دا بورجيو (بالإيطالية: Antonio Giovanni da Burgio) وفي بعض المصادر جيوفاني أنطونيو دا بورجيو، (بالمجرية: Burgio János Antal báró)، (بعد عام 1485م- حوالي 1568م ) بارون صقلي، ومبعوث بابوي، ودكتور في القانون، ودبلوماسي، وأول سفير بابوي للكرسي الرسولي في مملكة المجر بين عامي 1524م و1526م. ينحدر من عائلة نبيلة من قطانية ذات أصول نورماندية، وكان يُرجع نسبه إلى الملك روجر الثاني ملك صقلية. خدم في بلاط الملك في بودا حتى هزيمته في معركة موهاج، ثم رافق  الملكة ماري إلى قلعة براتيسلافا. كان من المقربين للبابا كليمنت السابع، وراعيًا للملك لويس الثاني حتى وفاته في معركة موهاج.

## حياته المهنية
مكان وتاريخ ولادة دا بورجيو غير معروفين. دخل في خدمة الإسبان الذين كانوا يحكمون صقلية بسبب تقلص ممتلكات عائلته، مما أثار غضب مواطنيه بشدة، حتى أنهم نهبوا ممتلكاته أثناء انتفاضة عام 1522م، فهرب إلى روما تاركًا أسرته خلفه، وانضم إلى السلك الدبلوماسي البابوي.
وبعد إقامة قصيرة في روما، أرسله البابا أدريان السادس إلى المجر في عام 1523م، برفقة المندوب البابوي الكاردينال دي فيو (بالإيطالية: de Vio)، فتمكن من كسب ثقة كل من المجريين الذين استضافوه والكرسي الرسولي.

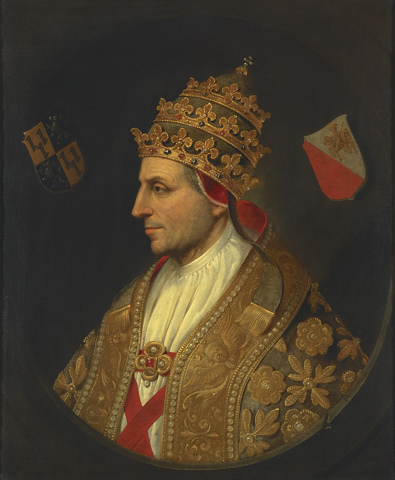
البابا أدريان السادس أرسل أنطونيو جيوفاني دا بورجيو إلى المجر في عام 1523م، فتمكن من كسب ثقة كل من المجريين الذين استضافوه والكرسي الرسولي.

وعلى الرغم من أنه كان شخصًا علمانيًا، فقد عينه البابا الجديد، كليمنت السابع، سفيرًا بابويًا لدى البلاط الملكي المجري. وفي خضم الانهيار العام في المجر الذي سبق معركة موهاج مباشرة، تقلّد هذا المنصب الحساس، ودافع بحماسة كبيرة عن مصالح البلاد. بذل دا بورجيو الكثير لتعزيز موقف المجر، وكان من بين السفراء الأجانب هو ولورينسيو دي كامبيدجو (بالإيطالية: Laurentio de Campeggio) الذين أدركوا خطورة الفوضى التي كانت تسود البلاد وتهديد الدولة العثمانية.
دعم الملك لويس الثاني بالنصيحة والفعل، وشجع النبلاء على العمل وسعى  إلى توحيد الأمة المجرية. نال احترامًا عامًا بسبب جهوده المخلصة، ولعب دورًا مهمًا في تقوية البلاد حتى عام 1526م، وجنّد الآلاف من المرتزقة الإسبان والمورافيين والتشيك من أصل خمسين ألف قطعة ذهبية تلقّاها من البابا.
أقام علاقة صداقة مع بولس توموري رئيس أساقفة كالوكسا، وأسطفان بروداريتش، اللذين كانا الأكثر نشاطًا في تنظيم نظام الدفاع ضد العثمانيين. وعندما طالب النبلاء في جلسات البرلمان التي عُقدت في اجتماعيّ راكوش وهاتفان في عام 1525م إبعاد الممثلين الإمبراطوريين والبندقيين، لم يُرفع أي اعتراض ضد دا بورجيو.
جنّد دا بورجيو، بتمويل بابوي، مرتزقة في مورافيا وسيليزيا، كما قدّم دعمًا ماليًا كبيرًا للملك. وبينما سار الملك لويس الثاني على رأس جيوشه إلى العثمانيين بقيادة السلطان سليمان القانوني، بقي هو في بودا وواصل أنشطته.
عرض دا بورجيو في تقاريره الوضع السياسي الداخلي في مملكة المجر بدقة وحيادية، مشيرًا إلى أن الحياد والتعاون قد اختفيا تقريبًا. كان له دور بارز في محاولة تثبيت النظام، وهي المحاولة التي دعمها آل هابسبورغ الذين أرادوا منع الهجمات العثمانية المتكررة على ممتلكاتهم في سلوفينيا، ولكن سرعان ما ظهرت تصدعات في هذا التعاون، وكان للملكة  ماري دور أساسي في ذلك.  
دعمت  الملكة ماري زوجها في الحكم، لكنها سعت أيضًا إلى ترسيخ سلطتها الخاصة جزئيًا لرغبتها في تقوية الدولة بنفسها. وفي عام 1522م، حصلت على  إقطاعيات الملكة،  ما في ذلك مقاطعة زوليوم والإدارة المالية في كورموتس التي تقع الآن في سلوفاكيا وتُعرف باسم كرمنيتسا، وكانت مركزًا مهمًا لسك العملات الذهبية في مملكة المجر. 

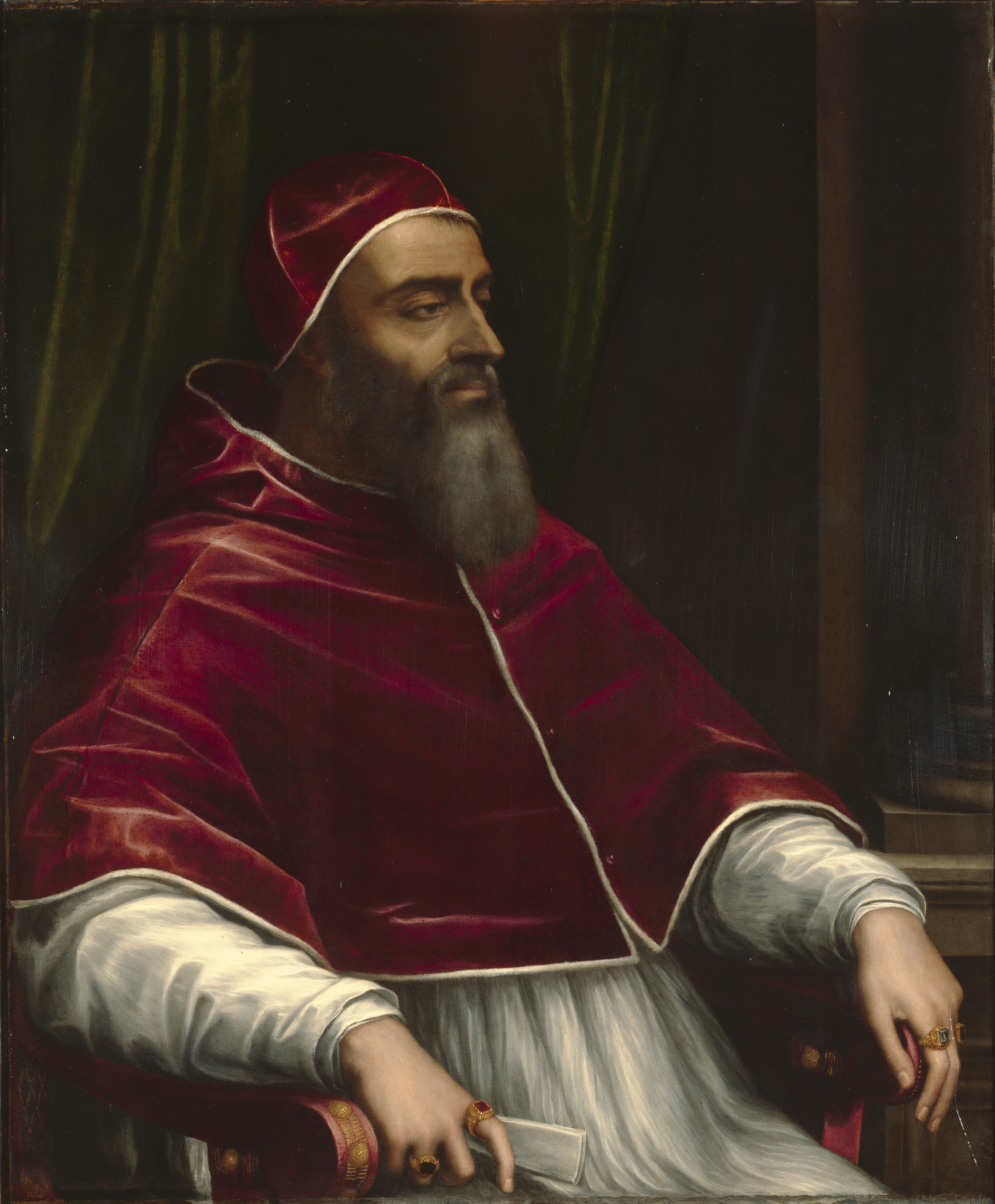
عين البابا الجديد، كليمنت السابع، أنطونيو جيوفاني دا بورجيو سفيرًا بابويًا لدى البلاط الملكي المجري، على الرغم من أنه كان علمانيًا.

مُنحت شركة ثورزو-فوغر عقد إيجار لحقوق استغلال المناجم والمرافق  كورموتس. وفي عام 1524م، ألغى إلك ثورزو (بالمجرية: Thurzó Elek) الذي كان من أنصار آل هابسبورغ هذا الامتياز، ما دفع  الملكة ماري إلى محاولة إثبات أن ثورزو وعائلة فوغر قد ألحقوا ضررًا بالبلاد أمام النبلاء.
استفادت الملكة من النزاع بين ثورزو والسفير النمساوي الجديد هانس شنایدبوك (بالألمانية: Hans Schneidpöck). حيث اتهم ثورزو السفير أمام فرديناند، الذي دافع عن نفسه قائلاً إنه تصرّف بناءً على تعليمات الملكة، وكان يكرر باستمرار الأضرار التي تسبب بها ثورزو وعائلة فوغر.
أما السبب الآخر فكان يتعلق بقضية بيع ممتلكات جرجس براندنبورغ. فقد وعده الأرشيدوق بمعاش سنوي، لكنه لم يُوفَ به، لذا أراد جرجس بيع قلاعه في سلافونيا لأحد الكروات الموالين لعائلة هابسبورغ، هو البان يوحنا كوربافياي (بالمجرية: Korbáviai János). وكان من المفترض أن يكون دا بورجيو الوسيط في هذه الصفقة، بينما كان من المنتظر أن يتولى فرديناند دور الضامن. إلا أن الصفقة لم تتم واشترت الملكة القلاع المعنية بنفسها، بما في ذلك فاراجدين. جرت محاولة  لإقصاء كوربافياي، من بينها تعيين نائب له هو يوحنا تاهي (بالمجرية: Tahi János)  الذي اعتبره كوربافياي خصمًا له، ما أشعره بالإهانة ودفعه تدريجيًا نحو التقرّب من آل هابسبورغ.
بعد هزيمة مملكة المجر في معركة موهاج، فرّ دا بورجيو إلى براتيسلافا، ثم عاد إلى المجر عام 1527م، ولم يعد يلعب دورًا مهماً في الحياة السياسية للبلاد.
ومنذ عام 1529م عاد إلى صقلية كسفير لدى الكرسي الرسولي.
أدار مفاوضات مع بلاط هنري الثامن في إنجلترا بين عامي 1530م و 1532م وكان لها  تأثير كبير على مجرى التاريخ العالمي، إلا أن هذه المفاوضات انتهت بالفشل، ولم يكن هذا الإخفاق بسبب دا بورجيو. ثم عاد إلى صقلية، حيث شغل منصب السفير البابوي حتى وفاته عام 1538م.